# Trigonostigma
Cá tam giác hay còn gọi là cá tam giác đăng (Danh pháp khoa học: Trigonostigma) là một chi cá trong họ cá chép bản địa được tìm thấy ở vùng Đông Nam Á. Các loài cá trong chi này thường bơi theo đàn từ 5-6 cá thể, chúng dễ chăm sóc. 

## Đặc điểm
Nhìn chung, chúng là những dạng cá lòng tong dị hình, cá tam giác bơi theo đàn và thích hợp nuôi trong bể thủy sinh. Cá thân thiện thích hợp bể nuôi chung, di chuyển nhanh và có thể khuấy động không gian của các loài ưa thích yên tĩnh. Bể cần có nắp đậy để tránh cá nhảy.
Khâu khó trong sinh sản là giữ môi trường nước ở điều kiện tối ưu (nước mềm, hơi axít, ánh sáng nhẹ) Cá đẻ trứng dính lên giá thể mềm. Tách cá bố mẹ ra khỏi trứng sau khi đẻ. Cá ăn tạp thiên về động vật, có thể ăn thức ăn viên cho tới giáp xác, côn trùng nhỏ, trùng chỉ.

## Các loài
Chi này gồm các loài sau:
- Trigonostigma espei (Meinken, 1967) (Lambchop rasbora)
- Trigonostigma hengeli (Meinken, 1956) (Glowlight rasbora)
- Trigonostigma heteromorpha (Duncker, 1904) (Harlequin rasbora)
- Trigonostigma somphongsi (Meinken, 1958) (Somphongs's rasbora)